# Cartel·la (còmic)
La cartel·la, caixetí, cartutx o didascàlia és un espai rectangular o quadrat que serveix per recollir text dins d'una historieta il·lustrada, però que es col·loca sempre fora de la imatge, a manera d'incís, en la mateixa vinyeta o entre dues de diferents, distingint-se així del globus. La seva posició més freqüent és l'horitzontal, ja sigui al peu o a la part superior de la imatge.

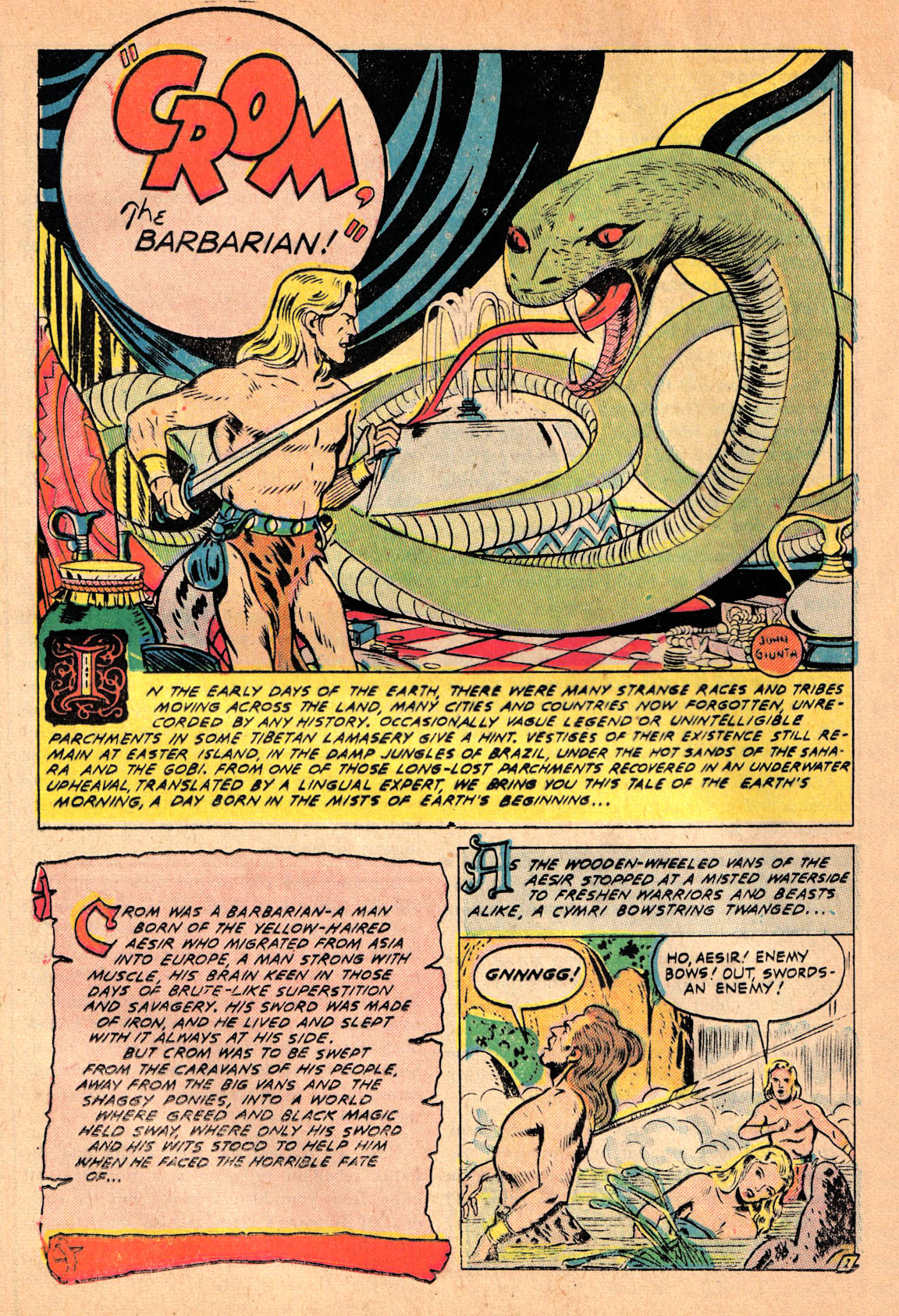
Exemple de cartel·les.

## Denominació
No existeix un consens entre els teòrics a l'hora d'anomenar aquest element icònic, però textos clàssics com Cómo dibujar historietas (1966) i Para hacer historietas (1978) opten per cartel·la.

## Funcions
José Ma. Parramón indica que serveix per explicar o aclarir algun fet o situació determinada; i Joan Acevedo o Jesús Cuadrado, per a incloure el discurs del narrador o "veu de fora". De manera semblant Roberto Aparici, assigna a la cartel·la la funció de donar veu al narrador, diferenciant del cartutx, que té per missió enllaçar vinyetes.
Luis Gasca i Román Gubern són més precisos i, seguint la terminologia de Roland Barthes, li atribueixen dues funcions:
- La d'ancoratge, si aclareix el contingut de la imatge, i
- La de commutació, si facilita la continuïtat narrativa.[5]

Cal afegir que també pot usar-se per intentar guanyar-se la complicitat del lector. Per la seva banda, Toni Guiral es burla dels guionistes que abusen dels cartutxos, repetint una cosa que ja expressa la imatge.
Una altra possible funció, adoptada per autors com Frank Miller, és la de mostrar pensaments dels personatges, substituint així als globus de text amb formes "de núvol", afegint d'aquesta manera major serietat a la narració, convertint al personatge, l'" actor ", en un narrador, sense que aquest hagi expressar "en veu alta" els seus pensaments.

## Variants
Acevedo indica que la neutralitat de la cartel·la
| « | "ha estat una mena de repte per als historietistes que des dels inicis es van dedicar a violar-la: incloure-hi el rostre de qui narrava o una acció dibuixada, alterar o ometre la silueta de la cartel·la, etc. Gràcies a aquests esforços s'ha arribat en molts casos a la integració entre paraula escrita i imatge mitjançant la cartel·la ". | » |

En l'ampli mostrari de vinyetes que recullen Gasca i Gubern també ni apareixen algunes amb forma de pergamí o que inclouen onomatopeies de trets.